# Aarhus Ø
Aarhus Ø er et byområde under udvikling i Aarhus C, der bygges på den tidligere containerhavn i den nordlige del af havnen. Tidligere har området været kendt under navnet De bynære havnearealer.
Området kommer efter planen til at rumme boliger til 10-12.000 personer og ca. 10.000 arbejdspladser fordelt på i alt 800.000 etagekvadratmeter.
i 2. kvartal 2012 var indbyggertallet på blot 5 personer. Den 1. oktober 2019 var indbyggertallet steget til 3.940., og bydelen rummer i 2023 5.548 indbyggere.

## Byggeprojekter
Aarhus Ø bliver en unik bydel da Aarhus Kommune har bestemt at 25% af alle boliger skal være almene boliger som er til at betale med en normal lønindkomst.
De første fysiske ændringen af Nordhavnen gik i gang i 2007, da Aarhus Kommune gik i gang med at forhøje molerne, så de kan stå i mod højere vandstand. Ligeledes er kanalernes udmundinger bygget. Området kommer til at bestå af flere øer som bliver forbundet af broer.
En række projekter er godkendt, nogle har haft byggestart og enkelte er opført:
- Light House. 66.500m² fordelt på boliger og erhverv. Med et projekteret højhus på 142 m, der i 2019 begyndte arbejdet på den massive bygning.[7][8]

- Z huset (25.000m² fordelt på boliger og erhverv), 3 bygninger på hver 10 etager (41 m).[9][10]
- Isbjerget (210 boliger).[11]

- SHiP (Kontor og wellnesscenter)

- Bestseller domicil (kontorbyggeri med 500 arbejdspladser, 12 etager 48 meter højt).
- Kampanilen er et unikt byggeri af Bjarke Ingels, med en kobber beklædning og en stor urskive i toppen af tårnet. Højhuset er på 18 etager 64 meter højt.

- Multimediehuset Dokk1 har et samlet areal på omkring 60.000 m², hvoraf bibliotek og borgerservice omfatter ca. 17.500 m², mens 10.500 m² er til udlejning, cirka 30,000 m² er parkeringskælder.[12] Bygningen huser også en multisal med 300 siddepladser til Teater, Filmfremvisning, Koncerter. Ud over dette har bygningen også en børneteatersal med 70 siddepladser.[13][14] Letbanestationen er inde i bygningens stue-etage.

- Navitas Park uddannelsescenter på 35.000 m2, 8 etager 34,5 meter. Mere end 2.300 studerende og 300 undervisere, forskere, og iværksættere har deres daglige gang i huset. Opførelsen af det nye byggeri påbegyndes medio 2011 og blev færdigt i 2014.[15]

- Havneholmen er et byggeri på Aarhus Ø i Aarhus, projektet indeholder 5 højhuse med varierende højde, bygning B1 (13 etager 48 m), bygning B4 (12 etager 42 m), bygning B2 (10 etager 38,5 m), Bygning B5 (10 etager 38,5 m), Bygning B3 (10 etager 36 m). [16][17] Havneholmen er på i alt ca. 40.000 m2 og består af 400 boliger[18][19]

- Pakhus 2013 er et byggeri beliggende i Aarhus Ø, projektet indeholder 5 højhuse med varierende højde på 50 m, 44,50 m, 43 m, 43 m, 32,50 m.[20] Pakhus 2013 er på i alt ca. 37.000 m2 og er en blanding af erhvervs og boligbyggeri[21][22][23]

- Grundfos Kollegiet 13 etager (45,5m) 159 boliger.[24]

- Zero House I (0-energihuset I) 12 etager (41m) 99 boliger.[25]

- 0-energihuset II 7 etager 50 boliger.[25]

- Marina House 8 etager 75 boliger.[26]

- Havnehusene (41m) 12 etager 265 boliger.[27]

- Kanalhusene (41m) 12 etager 159 boliger.[28]

- Aarhus Internationale Sejlsportscenter.[29]

- Aarhus Havnebad, tegnet af arkitektfirmaet BIG og færdigt sommeren 2018.

- AARhus, tegnet af arkitekfirmet BIG i samarbejde med Gehl Architects. Bygningen ved Basin 7 rummer fortrinsvis luksuslejligheder, men også lejemål til små erhverv, samt fælleshus og en individuel teaterbygning (Teatret Gruppe 38).[30] Færdig 2019.

## Transport
Området betjenes af buslinjen 3A samt togstationen Østbanetorvet, som ironisk nok tidligere hed Aarhus Ø (Aarhus Østbanegård)
Aarhus Ø vil efter planen blive serviceret af en linje på den nye aarhusianske letbane Desuden udvides busdriften i området som følge af byomdannelsen. Den øgede tilgængelighed til offentlig transport, forventes at være i drift når de første boliger og kontorer tages i brug.  
Bydelen opbygges omkring hovedgaden Bernhardt Jensens Boulevard, der bliver tosporet, med letbanetracé.

## Galleri
- Havneholmen
- Ungdomsboligerne
- Havnehusene
- Kanalhusene
- Aarhus Havnebad